# Невил Ледерле
Невил Ледерле (на английски: Neville Lederle) е пилот от Формула 1. Роден е на 25 септември 1938 година в Теунисен, ЮАР.

## Формула 1
Невил Ледерле прави своя дебют във Формула 1 в Голямата награда на ЮАР през 1962 година. В световния шампионат записва 2 състезания, като успява да спечели една точка. Състезава се с частен Лотус.